# BAe ATP
Die BAe ATP (für Advanced Turboprop) ist ein Turboprop-Verkehrsflugzeug für den Transport von Fracht oder bis zu 72 Passagieren auf Kurzstrecken des britischen Herstellers British Aerospace. Der neue Typ entstand als Weiterentwicklung der Avro 748.

## Geschichte

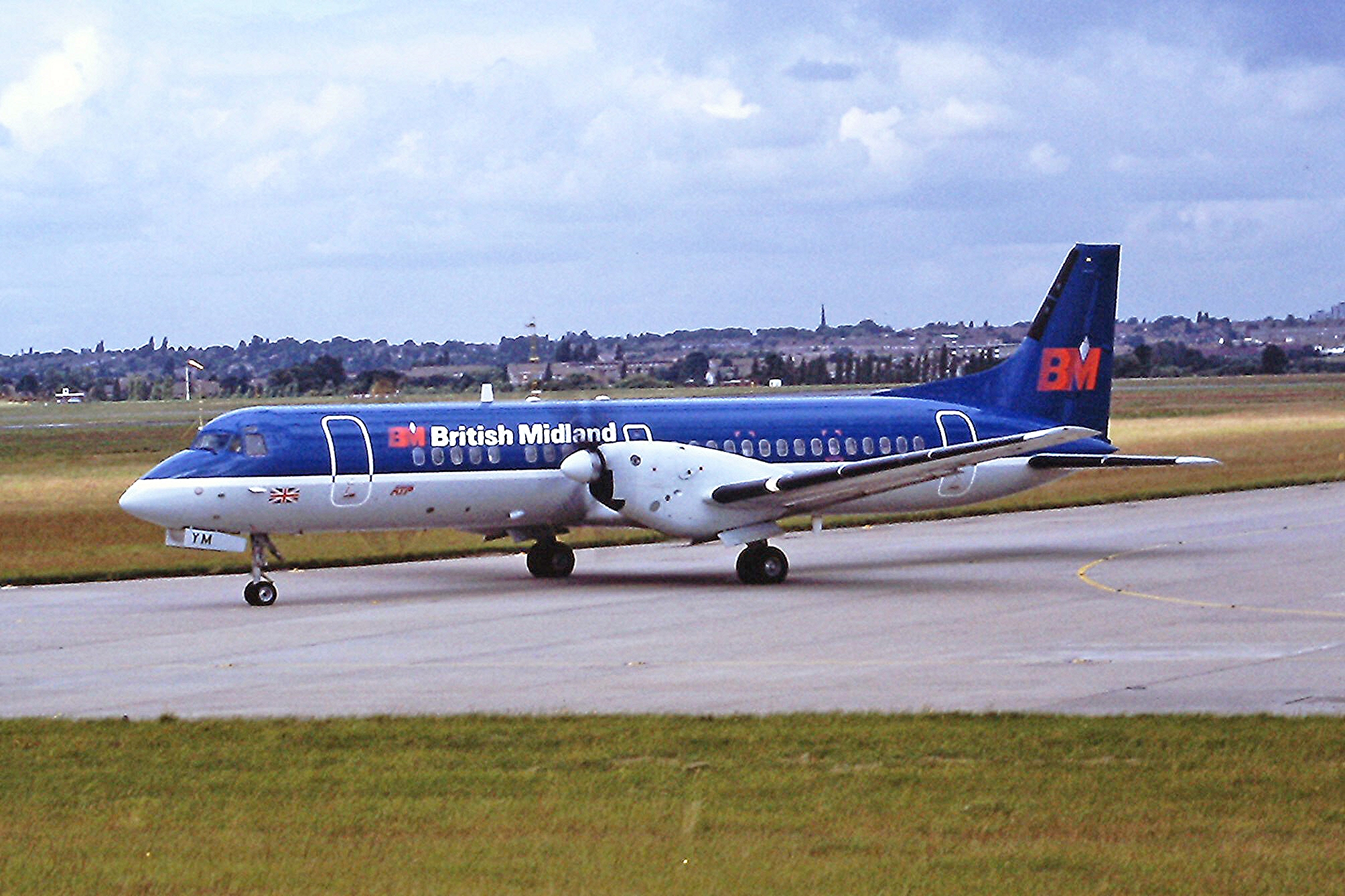
Eine BAe ATP des Erstkunden British Midland

Unter dem Eindruck der Ölkrise und der vermehrten Kritik am Fluglärm sah man bei British Aerospace gute Absatzmöglichkeiten für ein leises und wirtschaftliches Kurzstrecken-Turbopropflugzeug.
Für den Entwurf der ATP griff man auf die Flugzeugzelle der Avro 748 zurück. Der Rumpf wurde auf 26,01 Meter verlängert und die Spannweite auf 30,63 Meter erhöht, wodurch die Kapazität auf 64 bis 72 Passagiere anstieg. Leichte Veränderungen erfuhren der Bug und das Leitwerk, außerdem wurden kleinere Fenster mit kürzeren Abständen vorgesehen.
Anstelle der Rolls-Royce Dart-Motoren erhielt der neue Typ zwei sparsamere Pratt & Whitney Canada PW126-Turboproptriebwerke. Der neu entwickelte Sechsblattpropeller stammte von Hamilton Standard. Die ATP wurde mit einem Glascockpit ausgestattet.
Der Erstflug fand 1986 statt. Das erste Serienflugzeug wurde 1988 an British Midland ausgeliefert. Durch die Konkurrenz zur De Havilland Canada DHC-8 und zur ATR 42 konnten nur wenige Kunden gewonnen werden. Insgesamt 64 Flugzeuge wurden bis 1996 in den Werken Woodford und Prestwick hergestellt. Die wichtigsten Nutzer waren British Airways-CitiExpress und West Air Sweden.
Im Jahr 2001 wurden sechs ATP zu „ATP Freighter“ (ATPF) umgebaut. Für diese Frachtversion griff man erneut auf Komponenten der Avro 748 zurück. Diese für West Air Sweden bestimmte Version absolvierte ihren Erstflug am 10. Juli 2002 in Lidköping, der Heimatbasis der Fluggesellschaft.

## Betreiber

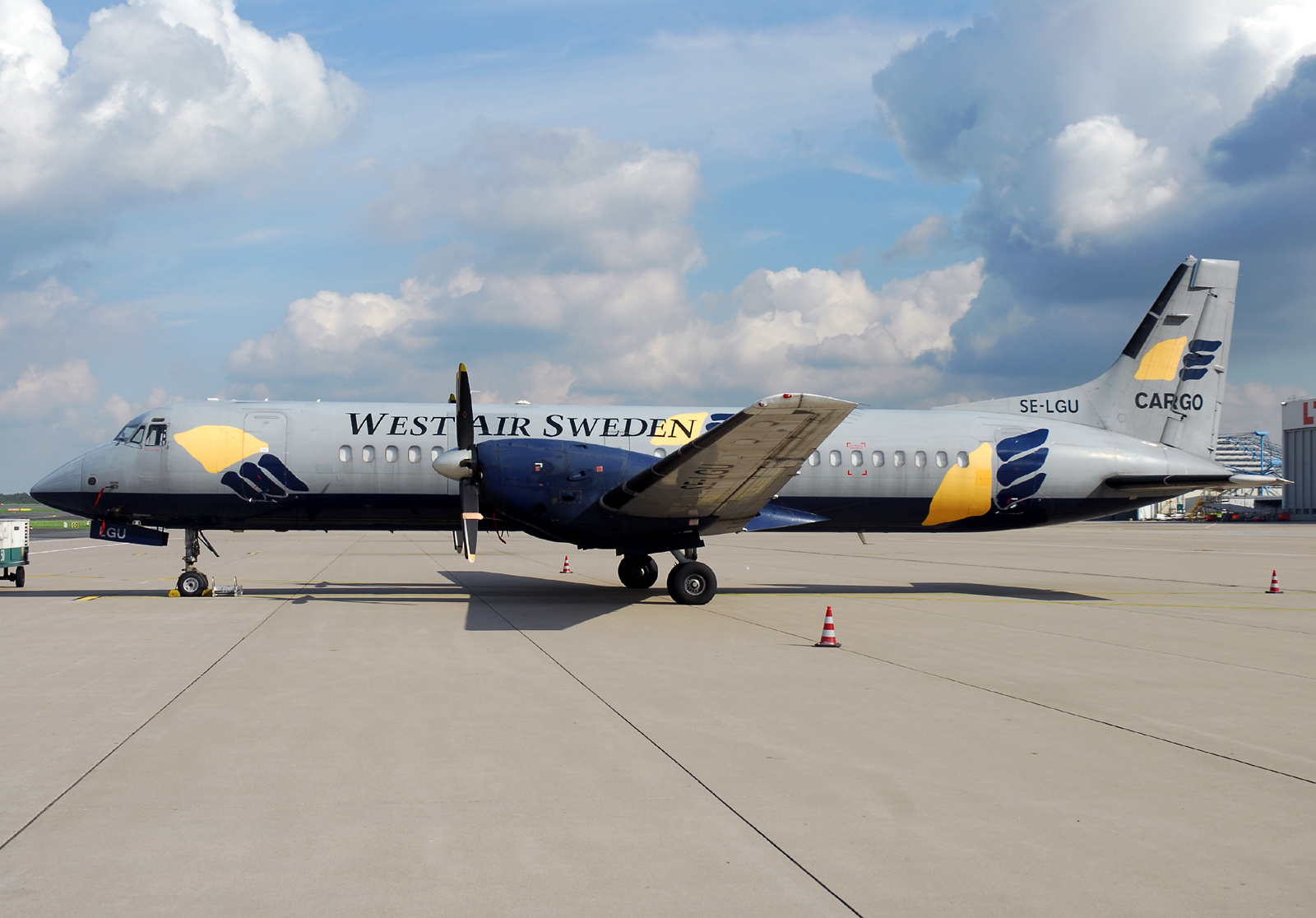
Eine BAe ATP der West Air Sweden

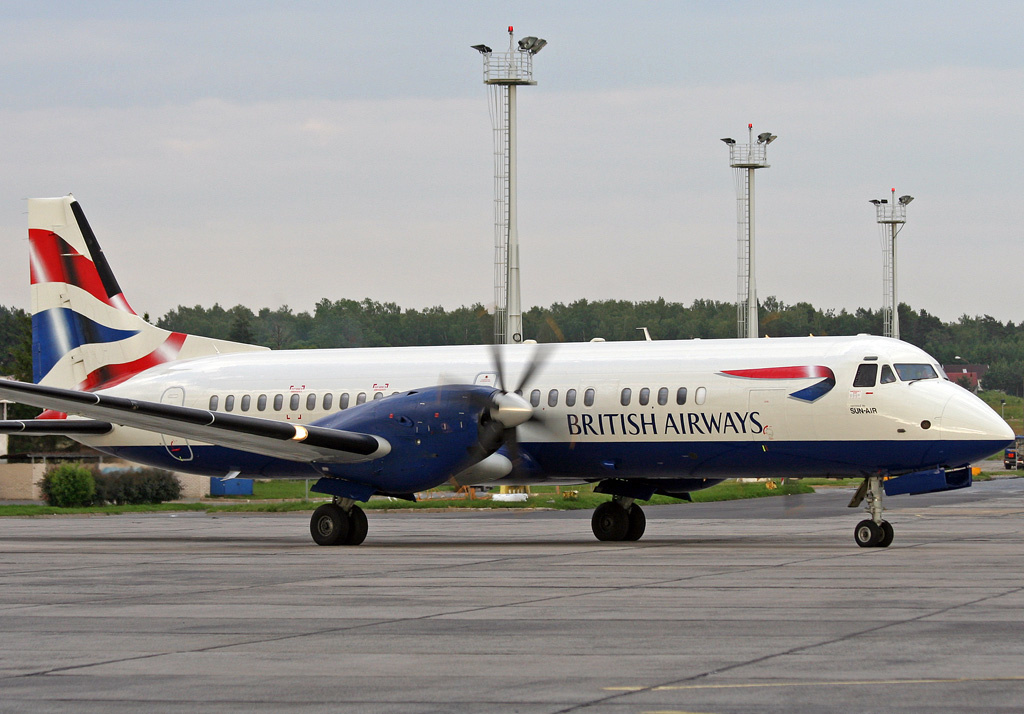
Eine BAe ATP der Sun-Air of Scandinavia (betrieben für British Airways)

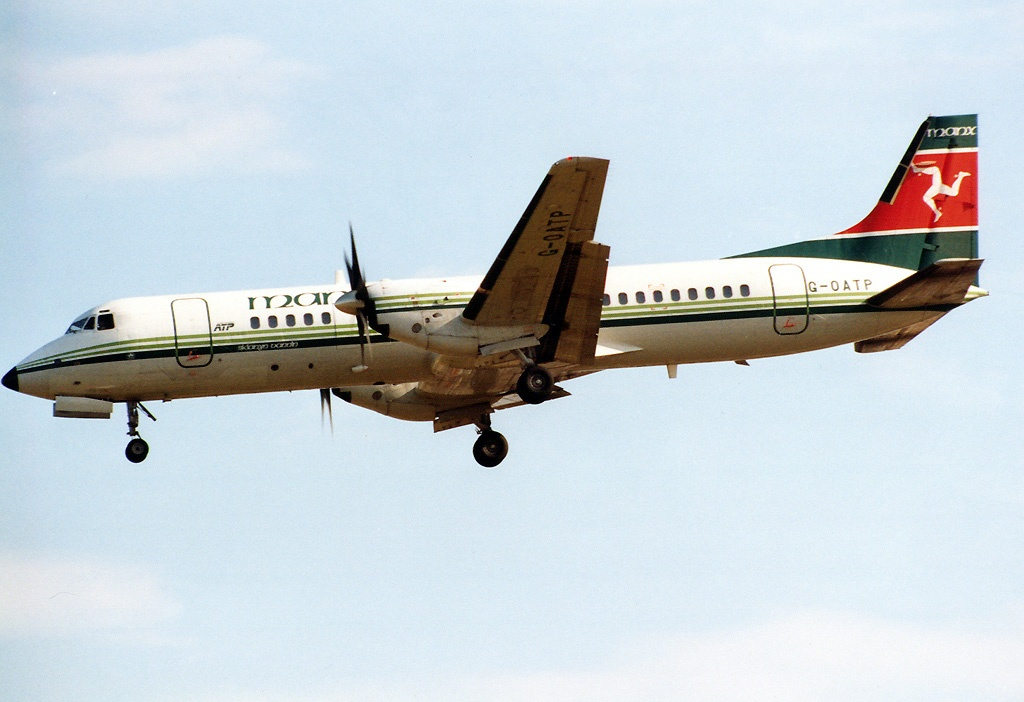
Eine BAe ATP der Manx Airlines (1993)

Die BAe ATP wurde u. a. von folgenden Fluggesellschaften eingesetzt:

### Betreiber werksneuer Maschinen
- Air Wisconsin
- Biman Bangladesh Airlines
- British Airways
- British Midland Airways
- British World Airlines
- LAR Transregional (Portugal)
- Loganair
- Manx Airlines (1982)
- Merpati Nusantara Airlines
- SATA Internacional
- Seoul Air International
- Sun-Air of Scandinavia
- Türk Hava Taşımacılığı

### Aktueller Status
Mit Stand Juli 2021 sind von 64 produzierten ATP noch 15 Exemplare aktiv:
- Kenia: EnComm (3)
- Schweden:
  - ATP Cargo (1)

Ebenfalls mit Stand vom Juli 2021 wurden 25 Maschinen verschrottet, 5 wurden bei Unfällen zu Totalschäden und 4 als Museumsstücke erhalten.

## Zwischenfälle
Vom Erstflug 1986 bis November 2023 kam es mit BAe ATP zu fünf Totalschäden von Flugzeugen. Bei zwei davon kamen 50 Menschen ums Leben. Vollständige Liste:
- Am 19. April 1997 stürzte eine BAe ATP der indonesischen Merpati Nusantara Airlines (Luftfahrzeugkennzeichen PK-MTX) beim Anflug 1,5 Kilometer südlich des Flughafens Tanjung Pandan-Bulutumbang (Indonesien) in ein Kokosnuss-Wäldchen. Die Maschine kam mit einem sehr steilen Rollwinkel nach links in den Endanflug. Von den 53 Insassen kamen 15 ums Leben.[5]

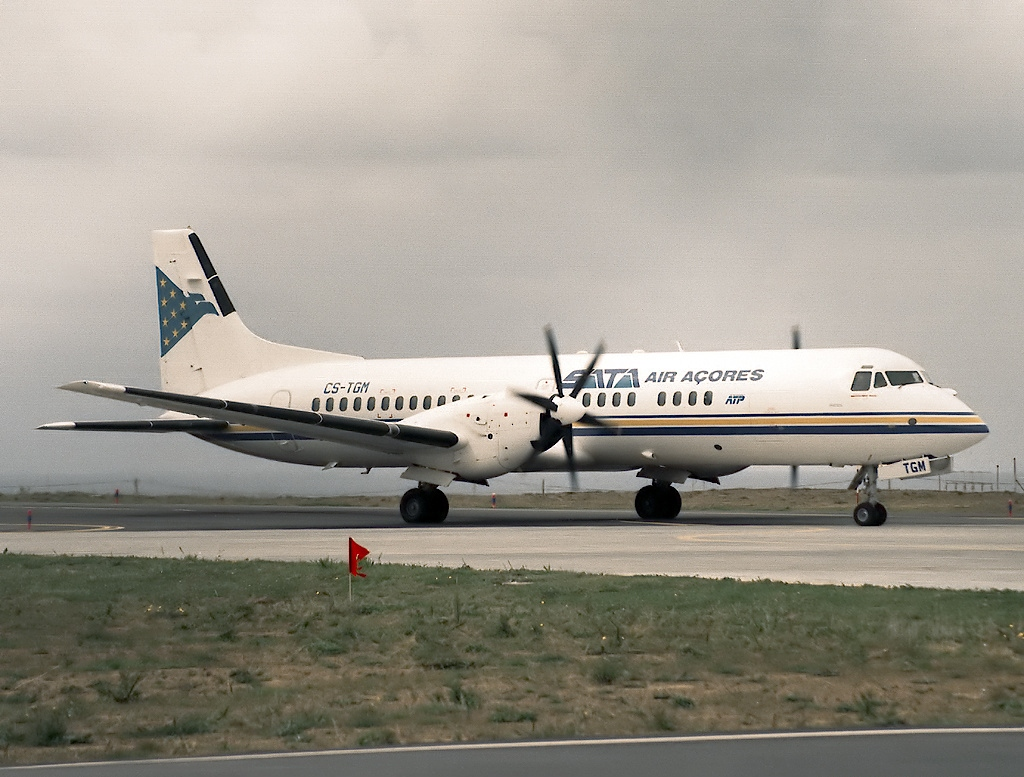
Die 1999 verunglückte BAe ATP der Sata Air Açores

- Am 11. Dezember 1999 wurde eine BAe ATP der portugiesischen SATA Air Açores (CS-TGM) auf der Azoren-Insel São Jorge in einen Berg geflogen. Die Maschine befand sich auf dem Weg von Ponta Delgada nach Horta auf der Insel Faial. Die Piloten hatten die Freigabe für einen Sichtanflug angefordert und erhalten, als sie in heftige Regenfälle und Turbulenzen gerieten. Dabei verloren sie die Bodensicht. Da sie weder ihr Wetterradar noch die Höhenmesser angemessen benutzten und sich nicht an die vorgeschriebene Mindesthöhe hielten, kollidierte das Flugzeug nahe dem Pico da Esperança mit dem Vulkan Morro Pelado. Die Flughöhe betrug weniger als 1000 Meter, obwohl sich die Maschine noch 56 Kilometer vom Zielflughafen entfernt befand. Heute erinnert ein Gedenkstein an die Opfer. Bei diesem CFIT (Controlled flight into terrain) wurden alle 35 Menschen an Bord getötet.[6]

- Am 15. Juni 2007 brach an einer BAe ATP der indischen First Flight Couriers (VT-FFB) bei einer sehr harten Landung auf dem Flughafen Chennai (Indien) das Bugfahrwerk zusammen. Das Flugzeug wurde irreparabel beschädigt. Beide Piloten, die einzigen Insassen auf dem Frachtflug, überlebten den Unfall.[7]

- Am 31. Mai 2013 geriet eine BAe ATP der indonesischen Deraya Air Taxi (PK-DGI) bei der Landung auf dem Flughafen Wamena (Indonesien) nach einem nicht stabilisierten Anflug von der Landebahn ab. Das Bugfahrwerk brach ab, 250 Meter weiter brach auch das Hauptfahrwerk zusammen und alle Propeller waren verbogen. Beide Piloten, die einzigen Insassen auf dem Frachtflug, überlebten den Unfall. Das Flugzeug wurde irreparabel beschädigt.[8]

- Am 4. März 2015 wurde eine BAe ATP der indonesischen Deraya Air Taxi (PK-DGB) bei der Landung auf dem Flughafen Wamena (Indonesien) irreparabel beschädigt. Die Maschine blieb auf der Landebahnseite liegen. Das linke Hauptfahrwerk war zusammengebrochen und das linke Triebwerk samt Propeller waren beschädigt. Beide Piloten, die einzigen Insassen auf dem Frachtflug, überlebten den Unfall.[9]

## Technische Daten
| Kenngröße            | Daten                                                                |
| -------------------- | -------------------------------------------------------------------- |
| Besatzung            | 2 Piloten, 2 Flugbegleiter                                           |
| Passagiere           | 64–72                                                                |
| Länge                | 26,01 m                                                              |
| Spannweite           | 30,63 m                                                              |
| Höhe                 | 7,14 m                                                               |
| Leermasse            | 13.595 kg                                                            |
| Startmasse           | 22.930 kg (optional auch 23.678 kg)                                  |
| Reisegeschwindigkeit | 490 km/h / 265 kts                                                   |
| Dienstgipfelhöhe     | 7620 m                                                               |
| Reichweite           | 1825 km / 1481 km (voll beladen)                                     |
| Triebwerke           | 2 × Pratt & Whitney Canada PW126A-Turboprops mit je 1978 kW/2650 shp |